# 一宮町
一宮町（日语：／ Ichinomiya machi */?）是千葉縣長生郡的一町。广告标语是綠色與海洋與太陽之城。往茂原市的通勤率為15.5%（平成22年國勢調査）。

## 地理
位於千葉縣東部太平洋側中央地帶、九十九里濱及九十九里平原最南部。一宮川東西貫穿町北部。西部是房總丘陵端部，可見谷津地形。。JR東日本外房線與國道128號南北貫穿町內。市中心在外房線上總一之宮站周邊。
- 山：城山、高藤山、軍荼利山
- 河川
  - 二級河川：一宮川（日语：一宮川）
  - 其他河川：鳴戶川、東浪見川（北川尻川、南川尻川）、松子川
- 湖沼（溜池）：洞堰、洞庭湖（日语：洞庭湖 (千葉県)）、二又堰、大欠堰、辯天堰（陽堰）、龜堰、焙烙（ホーロク）堰、軍荼利大堰（軍荼利池）、雨龍湖、新堰、親谷之池（親谷池）、柏谷堰、高藤池、細田池
- 最高點：95.0公尺

### 鄰接自治體
- 夷隅市
- 長生郡
  - 睦澤町
  - 長生村

### 地名
- 新地（あらち）
  - 小字：新地甲、新地丙、砂田、砂之堀上、砂畑、南卯高入
- 一宮
  - 町名（住居表示）：田町、本給（ほんきゅう）
  - 小字：一本松、上之原、內宿、老女子、大河原、奧谷、追手町、貝殻塚、柏谷、上宿、上風景、關東台、小池、神門、高野前、澤井町、下村、下宿、城之內、南陣所、北陣所、東陣所、陣屋、台場、東台場、高藤（高塔）、道祖神、中宿、七島、林下、中之原、下之原、風田、舞台、二又（二股）、細田、本給、北待山、南待山、松子、豆戶、宮之台、物見台、南野中、北野中、東野中、西野中、野中台、谷中、柚木（柚之木）、龍宮、下龍宮
- 船頭給（せんどうきゅう、せんどっきゅう）
- 綱田（つなだ）
  - 小字：堂下、堂見谷、西原、新田、吹上
- 東浪見（とらみ）
  - 小字：大新熊、小新熊、下新熊、新熊新田、新熊新田下、岩切、岩切新田、岩切新田下、北岩切、北岩切新田、北岩切新田下、大村、大村新田、大村新田下、川間、川間新田、川間新田下、川間台、軍荼利、權現前、權現前新田、權現前新田下、笹子、新濱、釣、釣新田、釣新田下、釣崎、釣崎下、稻荷塚、稻荷塚新田、鳴山、鳴山下、馬喰台、枇杷畑、枇杷畑新田、枇杷畑新田下、洞、矢畑、矢畑新田、新田、新田下
- 宮原（みやばら）
  - 小字：榎戶
  - 町名（住居表示）：白山（はくさん）

## 歷史
- 町內的玉前神社為上總國一宮，因此這一帶稱作一宮庄，後來演變為地名「一宮」。
- 戰國時代築一宮城（日语：一宮城 (上総国)），後遭里見氏攻陷。
- 江戶時代，此地由脇坂氏（日语：脇坂氏）與加納氏（日语：加納氏）治理（一宮藩）。廢藩置縣後仍由舊藩主（加納久宜）擔任町長。
- 明治中期至昭和初期是知名別墅町，俗稱「東之大磯」。著名人物有齋藤實、上原勇作、加藤友三郎、平沼騏一郎等。

### 年表
- 1871年（明治4年） - 廢藩置縣，一宮藩改制一宮縣。玉前神社列為國幣中社。
- 1897年（明治30年）4月 - 房總鐵道大網站～一之宮站開通。
- 1945年（昭和20年） - 一宮町事件（日语：一宮町事件）。
- 1965年（昭和40年） - 兩總用水（日语：両総用水）完成。
  - 7月15日 - 房總東線全線電氣化，改稱外房線。

## 行政

### 町長
- 玉川孫一郎（たまがわ まごいちろう，第二任）

### 行政區域變遷
- 1878年（明治11年） - 制定郡區町村編制法（日语：郡区町村編制法），一宮本鄉村、新笈村（あらおい）、東浪見村、綱田村成立。
- 1881年（明治14年）12月28日 - 一宮本鄉村合併新笈村。
- 1888年（明治21年）10月10日 - 東浪見村合併綱田村。
- 1889年（明治22年）4月1日 - 町村制施行，成立長柄郡（日语：長柄郡）一宮本鄉村、東浪見村（日语：東浪見村）。
- 1890年（明治23年）10月27日 - 一宮本鄉村施行町制，改稱一宮町。
- 1897年（明治30年）4月1日 - 長柄郡與上埴生郡合併為長生郡。
- 1953年（昭和28年）11月3日 - 一宮町與東浪見村合併為現在的一宮町。
- 1954年（昭和29年）4月1日 - 長生村大字船頭給編入。
- 1955年（昭和30年）
  - 4月1日 - 長生村大字一松字新地併入。
  - 9月30日 - 長生村大字宮原併入。

變遷表
| 一宮町町域變遷表 | 一宮町町域變遷表 | 一宮町町域變遷表    | 一宮町町域變遷表 | 一宮町町域變遷表                | 一宮町町域變遷表          | 一宮町町域變遷表                                                                         | 一宮町町域變遷表 | 一宮町町域變遷表 |
| 1868年 以前      | 1868年 以前      | 明治元年 - 明治22年 | 明治22年 4月1日  | 明治22年 - 昭和19年             | 明治22年 - 昭和19年       | 昭和20年 - 昭和64年                                                                      | 平成元年 - 現在  | 現在             |
| ---------------- | ---------------- | ------------------- | ---------------- | ------------------------------- | ------------------------- | ---------------------------------------------------------------------------------------- | ---------------- | ---------------- |
|                  | 本郷村           | 明治14年 一宮本鄉村 | 一宮本鄉村       | 明治23年10月27日 町制改稱一宮町 | 明治30年4月1日 長生郡成立 | 昭和28年11月3日 一宮町                                                                   | 一宮町           | 一宮町           |
|                  | 新笈村           | 明治14年 一宮本鄉村 | 一宮本鄉村       | 明治23年10月27日 町制改稱一宮町 | 明治30年4月1日 長生郡成立 | 昭和28年11月3日 一宮町                                                                   | 一宮町           | 一宮町           |
|                  | 東浪見村         | 東浪見村            | 東浪見村         | 東浪見村                        | 明治30年4月1日 長生郡成立 | 昭和28年11月3日 一宮町                                                                   | 一宮町           | 一宮町           |
|                  | 網田村           |                     | 東浪見村         | 東浪見村                        | 明治30年4月1日 長生郡成立 | 昭和28年11月3日 一宮町                                                                   | 一宮町           | 一宮町           |
|                  | 宮原村           | 宮原村              | 八積村 一部分    | 八積村一部分                    | 明治30年4月1日 長生郡成立 | 昭和28年11月3日 長生村 昭和30年9月30日 併入一宮町                                        | 一宮町           | 一宮町           |
|                  | 一松村一部分     | 一松村一部分        | 一松村 一部分    | 一松村一部分                    | 明治30年4月1日 長生郡成立 | 昭和28年11月3日 長生村 昭和29年4月1日 字船頭給併入一宮町 昭和30年4月1日 字新地併入一宮町 | 一宮町           | 一宮町           |

## 產業

### 農業
- 番茄
- 香瓜
- 梨
- 草莓

### 工業
- 天然氣
- 碘

## 人口
| 一宮町人口分布圖 |                                               |  |
| 一宮町與日本全國年齡別人口分布比較圖 （2005年資料） | 一宮町的年齡、男女別人口分布圖 （2005年資料） |  |
| ■紫色是一宮町 ■綠色是全国 | ■藍色是男性 ■紅色是女性                       |  |
| 一宮町人口變化 \| 1970年 \| 9,929人 \| \| \| 1975年 \| 10,095人 \| \| \| 1980年 \| 10,486人 \| \| \| 1985年 \| 10,997人 \| \| \| 1990年 \| 11,135人 \| \| \| 1995年 \| 11,302人 \| \| \| 2000年 \| 11,648人 \| \| \| 2005年 \| 11,656人 \| \| \| 2010年 \| 12,034人 \| \| \| 2015年 \| 11,767人 \| \| \| 2020年 \| 11,897人 \| \| |                                               |  |
| 資料來源：日本總務省統計中心提供之人口普查數據 |                                               |  |
| 1970年 | 9,929人                                       |  |
| 1975年 | 10,095人                                      |  |
| 1980年 | 10,486人                                      |  |
| 1985年 | 10,997人                                      |  |
| 1990年 | 11,135人                                      |  |
| 1995年 | 11,302人                                      |  |
| 2000年 | 11,648人                                      |  |
| 2005年 | 11,656人                                      |  |
| 2010年 | 12,034人                                      |  |
| 2015年 | 11,767人                                      |  |
| 2020年 | 11,897人                                      |  |

## 姊妹都市、友好都市

### 國內
- 笛吹市（山梨縣：舊東八代郡一宮町（日语：一宮町 (山梨県)））
  - 1982年4月友好都市提携

## 公家機關

### 警察
- 茂原警察署（日语：茂原警察署）一宮幹部交番

### 消防
- 長生郡市広域市町村圏組合消防本部（日语：長生郡市広域市町村圏組合）南消防署

### 司法機關
- 地方裁判所、家庭裁判所及簡易裁判所合同廳舍
  - 千葉地方裁判所（日语：千葉地方裁判所）一宮支部
  - 千葉家庭裁判所（日语：千葉家庭裁判所）一宮支部
  - 千葉一宮簡易裁判所（日语：千葉一宮簡易裁判所）
- 千葉地方檢察廳（日语：千葉地方検察庁）一宮支部
- 千葉一宮區檢察廳（日语：千葉一宮区検察庁）

## 公共設施

### 町營設施
- 一宮町中央公民館
- 一宮町保健中心
- 町之圖書室（一宮町商工會館內）
- 町營網球場
- 町營棒球場
- GSS中心
- 振武館
- 憩之森

## 教育
- 高等學校
  - 千葉縣立一宮商業高等學校（日语：千葉県立一宮商業高等学校）
- 中學校
  - 一宮町立一宮中學校
- 小學校
  - 一宮町立一宮小學校
  - 一宮町立東浪見小學校
- 特別支援學校
  - 千葉縣立長生特別支援學校

## 交通

### 鐵路
東日本旅客鐵道（JR東日本）
- 外房線：上總一之宮站 - 東浪見站

### 路線巴士
- 小湊鐵道

### 道路
- 收費道路
  - 九十九里收費道路（日语：九十九里有料道路）
- 國道
  - 國道128號（日语：国道128号）（房總橫斷道路）
- 主要地方道
  - 千葉縣道30号飯岡一宮線（日语：千葉県道30号飯岡一宮線）（九十九里海灘線）
- 一般縣道
  - 千葉縣道123號一宮片貝線（日语：千葉県道123号一宮片貝線）
  - 千葉縣道148號南總一宮線（日语：千葉県道148号南総一宮線）
  - 千葉縣道152號一宮椎木長者線（日语：千葉県道152号一宮椎木長者線）
  - 千葉縣道228號一宮停車場線（日语：千葉県道228号一宮停車場線）
  - 千葉縣道274號松丸一宮線（日语：千葉県道274号松丸一宮線）
- 自行車道
  - 千葉縣道402號長生茂原自行車道線（日语：千葉県道402号長生茂原自転車道線）
  - 千葉縣道405號九十九里一宮大原自行車道線（日语：千葉県道405号九十九里一宮大原自転車道線）

## 名勝、古蹟、觀光地、祭典、活動

### 觀光地
海水浴場（九十九里濱）
- 一宮海水浴場
- 新濱海水浴場
- 東浪見海水浴場

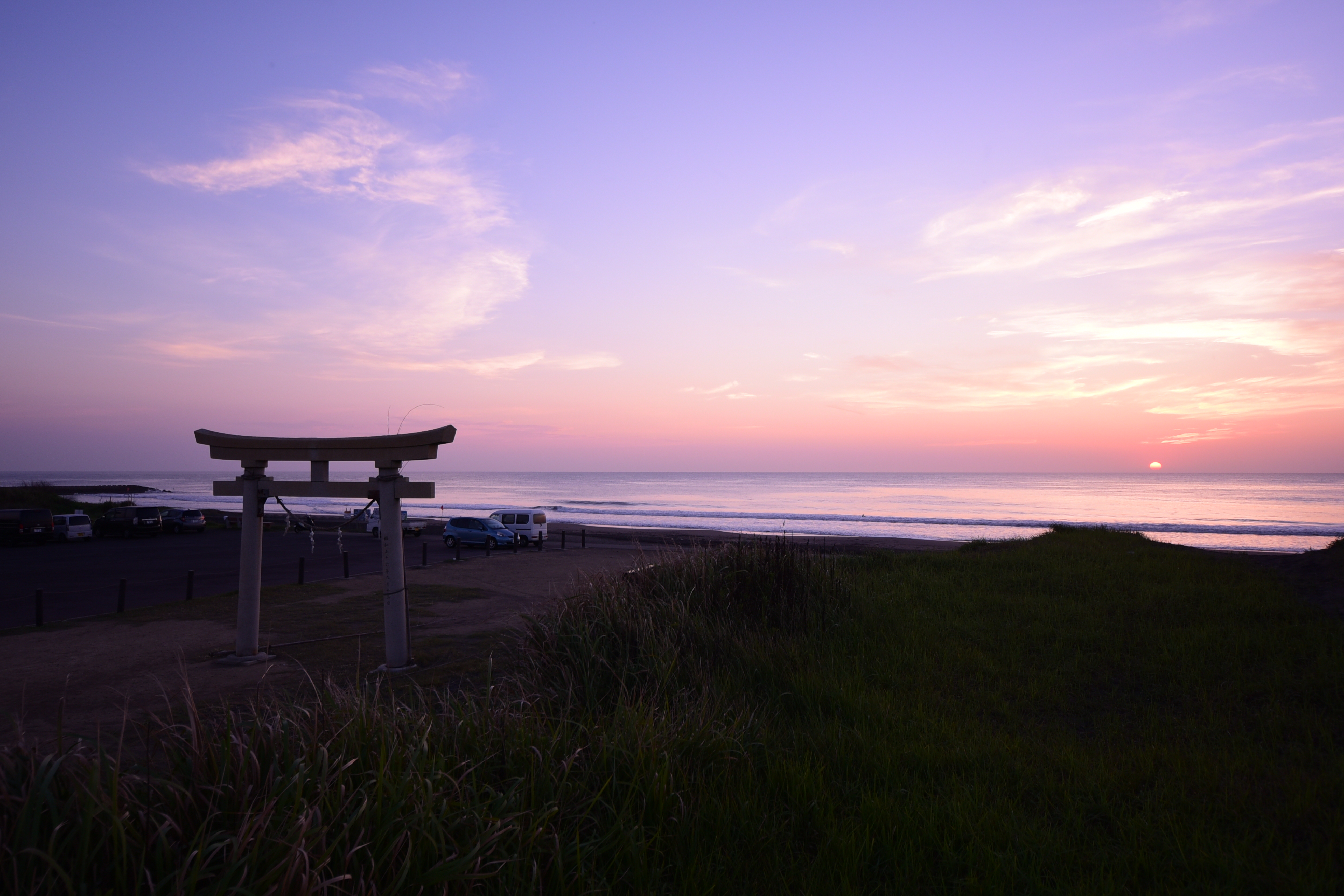
釣崎海岸

- 釣崎海岸（2020年夏季奥林匹克运动会衝浪場地）

高爾夫球場
- 一之宮鄉村俱樂部 （页面存档备份，存于）

其他觀光地
- 九十九里濱一宮乘馬中心

### 祭典、活動
上總十二社祭
每年9月13日舉行。始於西元807年（大同2年）。
上總之國一宮祭
毎年9月上旬舉行。通稱上總踊。
納涼花火大會
每年8月上旬舉行。施放地點在一宮海岸北端、一宮川河口附近。
上總火祭
1995年起每年元旦於一宮海岸舉行。

## 文化財

### 國家指定、登錄文化財
重要文化財
梅樹双雀鏡（ばいじゅそうじゃくきょう）
1953年11月14日指定。玉前神社所有。
登錄有形文化財
芥川莊（あくたがわそう）
2001年5月16日登錄。飯店「一宮館」所有。
1916年8月17日～9月2日，芥川龍之介與久米正雄寄宿於此而得名。

### 千葉縣指定文化財
| 類別           | 文化財名           | 所有者、管理者   | 所在地     | 指定年月日    |
| -------------- | ------------------ | ---------------- | ---------- | ------------- |
| 雕刻           | 木造軍荼利明王立像 | 東浪見寺         | 東浪見3446 | 1958年4月23日 |
| 無形民俗文化財 | 玉前神社神樂       | 玉前神社         | 一宮3048   | 1958年4月23日 |
| 無形民俗文化財 | 東浪見甚句         | 東浪見甚句保存會 |            | 1965年4月27日 |
| 天然紀念物     | 軍荼利山植物群落   | 東浪見寺         | 東浪見     | 1957年1月17日 |
| 建造物         | 玉前神社社殿與棟札 | 玉前神社         | 一宮3048   | 1996年3月22日 |
| 無形民俗文化財 | 上總十二社祭       | 玉前神社等       |            | 2003年3月28日 |
| 雕刻           | 十一面觀音立像     | 觀明寺           | 一宮3316   | 2003年3月28日 |

## 備註
1. ↑  角川日本地名大辞典編纂委員会『角川日本地名大辞典 12 千葉県』、角川書店、1984年 ISBN 4040011201より

## 外部連結
- 千葉縣一宮町 （页面存档备份，存于）